# Wypowiedź o zmartwychwstaniu
Wypowiedź o zmartwychwstaniu – gnostycki utwór z Biblioteki z Nag Hammadi. Inna jego nazwa to List do Rheginosa. Treścią jest nauka o zmartwychwstaniu. Autor odrzuca zmartwychwstanie cielesne i uznaje jedynie duchowe. Brak elementów mitologii gnostyckiej. Autor prawdopodobnie wyrażał naukę walentynian.